# Atlantic Games
Les Atlantic Games sont une compétition de sports nautiques née sur la Presqu'île de Crozon en août 1995. Ils voient s'opposer chaque année des athlètes issus des régions de l'Arc atlantique au cours d'une semaine de rencontres et d'échanges.

## Historique

### Jeux nautiques inter-celtiques
| Année | Édition | Hôte                 | Région           | Pays        |         | Résultats | Résultats | Résultats |
| Année | Édition | Hôte                 | Région           | Pays        | 1er     | 2e        | 3e        |           |
| ----- | ------- | -------------------- | ---------------- | ----------- | ------- | --------- | --------- | --------- |
| 1995  | I       | Presqu'île de Crozon | Bretagne         | France      |         |           |           |           |
| 1996  | II      | Tenby                | Pays de Galles   | Royaume-Uni |         |           |           |           |
| 1997  | III     | Ferrol               | Galice           | Espagne     |         |           |           |           |
| 1998  | IV      | Bude (Cornouailles)  | Cornouailles     | Royaume-Uni |         |           |           |           |
| 1999  | V       | Largs                | Écosse           | Royaume-Uni |         |           |           |           |
| 2000  | VI      | Gijón                | Asturies         | Espagne     |         |           |           |           |
| 2001  | VII     | Porto                | Région Nord      | Portugal    |         |           |           |           |
| 2002  | VIII    | Ballyshannon         | Comté de Donegal | Irlande     |         |           |           |           |
| 2003  | IX      | Pays de Morlaix      | Bretagne         | France      |         |           |           |           |
| 2004  | X       | O Salnés             | Galice           | Espagne     |         |           |           |           |
| 2005  | XI      | Gijón                | Asturies         | Espagne     |         |           |           |           |
| 2006  | XII     | Falmouth             | Cornouailles     | Royaume-Uni |         |           |           |           |
| 2007  | XIII    | Pays de Morlaix      | Bretagne         | France      | Euskadi | Bretagne  | Cornwall  |           |

### Jeux nautiques atlantiques
Le besoin d'ouverture et la volonté de nouvelles régions d'intégrer les jeux participent à l'ouverture des Jeux nautiques inter-celtiques à l'ensemble des régions de l'Arc atlantique. Les Jeux ne sont plus Celtiques, mais Atlantiques, ils deviennent une vitrine des sports nautiques des régions périphériques maritimes atlantiques.
| Année | Édition | Hôte                      | Région           | Pays        |                  | Résultats | Résultats | Résultats |
| Année | Édition | Hôte                      | Région           | Pays        | 1er              | 2e        | 3e        |           |
| ----- | ------- | ------------------------- | ---------------- | ----------- | ---------------- | --------- | --------- | --------- |
| 2008  | XIV     | Getxo                     | Euskadi          | Espagne     | Catalunya        | Euskadi   | Aquitaine |           |
| 2009  | XV      | Viana do Castelo          | Région Nord      | Portugal    | Catalunya        | Norte     | Bretagne  |           |
| 2010  | XVI     | Santander                 | Cantabrie        | Espagne     | Bretagne         | Catalunya | Cantabria |           |
| 2011  | XVII    | Bideford                  | Devon            | Royaume-Uni | Bretagne         | Devon     | Cornwall  |           |
| 2012  | XVIII   | Quiberon                  | Bretagne         | France      | Bretagne         | Aquitaine | Wales     |           |
| 2013  | XIX     | Viana do Castelo          | Région Nord      | Portugal    | Bretagne         | Euskadi   | Norte     |           |
| 2014  | XX      | Saint-Gilles-Croix-de-Vie | Pays de la Loire | France      | Pays de la Loire | Euskadi   | Bretagne  |           |

### Atlantic Games
| Année | Édition | Hôte           | Région           | Pays    |         | Résultats        | Résultats | Résultats |
| Année | Édition | Hôte           | Région           | Pays    | 1er     | 2e               | 3e        |           |
| ----- | ------- | -------------- | ---------------- | ------- | ------- | ---------------- | --------- | --------- |
| 2015  | XXI     | Orio - Zarautz | Euskadi          | Espagne | Euskadi | Pays de la Loire | Aquitaine |           |
| 2018  | XXII    | Saint-Nazaire  | Pays de la Loire | France  |         |                  |           |           |

## Programme Sportif

### Voile
| Sports et épreuves                      | Année | Année | Année | Année | Année | Année | Année | Année | Année | Année | Année | Année | Année                 | Année | Année | Année | Année | Année     | Année  | Année  | Année  |
| Sports et épreuves                      | 95    | 96    | 97    | 98    | 99    | 00    | 01    | 02    | 03    | 04    | 05    | 06    | 07                    | 08    | 09    | 10    | 11    | 12        | 13     | 14     | 15     |
| --------------------------------------- | ----- | ----- | ----- | ----- | ----- | ----- | ----- | ----- | ----- | ----- | ----- | ----- | --------------------- | ----- | ----- | ----- | ----- | --------- | ------ | ------ | ------ |
| Optimist                                |       |       |       |       |       |       |       |       |       |       |       |       | U15 (H/F)             |       |       |       |       |           |        | H/F    | H/F    |
| Laser 4,70                              |       |       |       |       |       |       |       |       |       |       |       |       | U18 (H/F)             |       |       |       |       |           |        |        |        |
| Laser Radial                            |       |       |       |       |       |       |       |       |       |       |       |       | Open (H/F)            |       |       |       |       |           |        |        |        |
| Laser Standard                          |       |       |       |       |       |       |       |       |       |       |       |       | Open (H/F)            |       |       |       |       |           |        |        |        |
| 420                                     |       |       |       |       |       |       |       |       |       |       |       |       | Open (H/F)            |       |       |       |       |           |        |        |        |
| bic 293                                 |       |       |       |       |       |       |       |       |       |       |       |       | U15 / U17 / U19 (H/F) |       |       |       |       |           |        |        |        |
| 29er                                    |       |       |       |       |       |       |       |       |       |       |       |       | Open (H/F)            |       |       |       |       |           |        | Mixte  |        |
| Habitable (J80 / Open 7,50)             |       |       |       |       |       |       |       |       |       |       |       |       |                       |       |       | J80   |       | open 7.50 |        | Espoir | Espoir |
| Voile Handisport (MiniJi / 2.4mR / J80) |       |       |       |       |       |       |       |       |       |       |       |       | Open (H/F)            |       |       |       |       |           | Access | MiniJi |        |

### Aviron
| Sports et épreuves     | Année | Année | Année | Année | Année | Année | Année | Année | Année | Année | Année | Année | Année            | Année | Année | Année | Année | Année | Année | Année | Année |
| Sports et épreuves     | 95    | 96    | 97    | 98    | 99    | 00    | 01    | 02    | 03    | 04    | 05    | 06    | 07               | 08    | 09    | 10    | 11    | 12    | 13    | 14    | 15    |
| ---------------------- | ----- | ----- | ----- | ----- | ----- | ----- | ----- | ----- | ----- | ----- | ----- | ----- | ---------------- | ----- | ----- | ----- | ----- | ----- | ----- | ----- | ----- |
| Skiff                  |       |       |       |       |       |       |       |       |       |       |       |       | U18 / Open (H/F) |       |       |       |       | H/F   | H/F   | J16   | J16   |
| Deux de couple         |       |       |       |       |       |       |       |       |       |       |       |       | U18 / Open (H/F) |       |       |       |       | H/F   | H/F   | J16   | J16   |
| Quatre de couple       |       |       |       |       |       |       |       |       |       |       |       |       | U18 / Open (H/F) |       |       |       |       |       |       | J16   | J16   |
| Huit                   |       |       |       |       |       |       |       |       |       |       |       |       |                  |       |       |       |       |       |       | J16   | J16   |
| Quatre de couple (Mer) |       |       |       |       |       |       |       |       |       |       |       |       |                  |       |       |       |       |       |       | J16   | J16   |
| Banc Fixe              |       |       |       |       |       |       |       |       |       |       |       |       | U18 / Open (H/F) |       |       |       |       |       |       |       |       |

### Surf
| Sports et épreuves | Année | Année | Année | Année | Année | Année | Année | Année | Année | Année | Année | Année | Année                                   | Année | Année | Année | Année | Année | Année | Année | Année |
| Sports et épreuves | 95    | 96    | 97    | 98    | 99    | 00    | 01    | 02    | 03    | 04    | 05    | 06    | 07                                      | 08    | 09    | 10    | 11    | 12    | 13    | 14    | 15    |
| ------------------ | ----- | ----- | ----- | ----- | ----- | ----- | ----- | ----- | ----- | ----- | ----- | ----- | --------------------------------------- | ----- | ----- | ----- | ----- | ----- | ----- | ----- | ----- |
| Shortboard         |       |       |       |       |       |       |       |       |       |       |       |       | U14 / U16(( / U18 / Open / Master (H/F) |       |       |       |       |       |       |       |       |
| Longboard          |       |       |       |       |       |       |       |       |       |       |       |       | U18 / Open                              |       |       |       |       |       |       |       |       |
| Bodyboard          |       |       |       |       |       |       |       |       |       |       |       |       | U18 / Open / (H/F)                      |       |       |       |       |       |       |       |       |
| Stand Up Paddle    |       |       |       |       |       |       |       |       |       |       |       |       |                                         |       |       |       |       |       |       |       |       |

### Canoë-kayak
| Sports et épreuves   | Année | Année | Année | Année | Année | Année | Année | Année | Année | Année | Année | Année | Année            | Année | Année | Année | Année | Année | Année | Année | Année |
| Sports et épreuves   | 95    | 96    | 97    | 98    | 99    | 00    | 01    | 02    | 03    | 04    | 05    | 06    | 07               | 08    | 09    | 10    | 11    | 12    | 13    | 14    | 15    |
| -------------------- | ----- | ----- | ----- | ----- | ----- | ----- | ----- | ----- | ----- | ----- | ----- | ----- | ---------------- | ----- | ----- | ----- | ----- | ----- | ----- | ----- | ----- |
| Course en Ligne - K1 |       |       |       |       |       |       |       |       |       |       |       |       |                  |       |       |       |       |       |       |       |       |
| Course en Ligne - K2 |       |       |       |       |       |       |       |       |       |       |       |       |                  |       |       |       |       |       |       |       |       |
| Kayak-Polo           |       |       |       |       |       |       |       |       |       |       |       |       | Open (H/F)       |       |       |       |       |       |       |       |       |
| Kayak Surf           |       |       |       |       |       |       |       |       |       |       |       |       | U18 / Open (H/F) |       |       |       |       |       |       |       |       |
| Ocean Racing         |       |       |       |       |       |       |       |       |       |       |       |       |                  |       |       |       |       |       |       |       |       |

### Sauvetage sportif
| Sports et épreuves | Année | Année | Année | Année | Année | Année | Année | Année | Année | Année | Année | Année | Année | Année | Année | Année | Année | Année | Année | Année   | Année  |
| Sports et épreuves | 95    | 96    | 97    | 98    | 99    | 00    | 01    | 02    | 03    | 04    | 05    | 06    | 07    | 08    | 09    | 10    | 11    | 12    | 13    | 14      | 15     |
| ------------------ | ----- | ----- | ----- | ----- | ----- | ----- | ----- | ----- | ----- | ----- | ----- | ----- | ----- | ----- | ----- | ----- | ----- | ----- | ----- | ------- | ------ |
| Sauvetage Sportif  |       |       |       |       |       |       |       |       |       |       |       |       |       |       |       |       |       |       |       | Juniors | Junior |

### Nage avec palmes
| Sports et épreuves | Année | Année | Année | Année | Année | Année | Année | Année | Année | Année | Année | Année | Année | Année | Année | Année | Année | Année | Année | Année | Année |
| Sports et épreuves | 95    | 96    | 97    | 98    | 99    | 00    | 01    | 02    | 03    | 04    | 05    | 06    | 07    | 08    | 09    | 10    | 11    | 12    | 13    | 14    | 15    |
| ------------------ | ----- | ----- | ----- | ----- | ----- | ----- | ----- | ----- | ----- | ----- | ----- | ----- | ----- | ----- | ----- | ----- | ----- | ----- | ----- | ----- | ----- |
| 1,5 km             |       |       |       |       |       |       |       |       |       |       |       |       |       |       |       |       |       |       |       |       |       |
| 3 km               |       |       |       |       |       |       |       |       |       |       |       |       |       |       |       |       |       |       |       |       |       |
| 4 × 1 km           |       |       |       |       |       |       |       |       |       |       |       |       |       |       |       |       |       |       |       |       |       |

### Nage en eau libre
| Sports et épreuves | Année | Année | Année | Année | Année | Année | Année | Année | Année | Année | Année | Année | Année | Année | Année | Année | Année | Année | Année | Année | Année |
| Sports et épreuves | 95    | 96    | 97    | 98    | 99    | 00    | 01    | 02    | 03    | 04    | 05    | 06    | 07    | 08    | 09    | 10    | 11    | 12    | 13    | 14    | 15    |
| ------------------ | ----- | ----- | ----- | ----- | ----- | ----- | ----- | ----- | ----- | ----- | ----- | ----- | ----- | ----- | ----- | ----- | ----- | ----- | ----- | ----- | ----- |
| 1,5 km             |       |       |       |       |       |       |       |       |       |       |       |       |       |       |       |       |       |       |       |       |       |
| 3 km               |       |       |       |       |       |       |       |       |       |       |       |       |       |       |       |       |       |       |       |       |       |
| 4 × 1 km           |       |       |       |       |       |       |       |       |       |       |       |       |       |       |       |       |       |       |       |       |       |

## Participation
| Pays          | Région             | 95  | 96  | 97  | 98  | 99  | 00  | 01  | 02  | 03  | 04  | 05  | 06  | 07  | 08  | 09  | 10  | 11  | 12  | 13  | 14  | 15  | Total |
| ------------- | ------------------ | --- | --- | --- | --- | --- | --- | --- | --- | --- | --- | --- | --- | --- | --- | --- | --- | --- | --- | --- | --- | --- | ----- |
| Espagne       | Asturies           |     | 7   | 14  | 14  |     | 127 |     | 6   | 24  | 15  | 93  |     |     |     | 12  | 14  |     |     |     |     |     | 326   |
| Espagne       | Canaries           |     |     |     |     |     |     |     |     |     |     | 15  |     | 29  | 36  |     |     |     |     |     |     |     | 80    |
| Espagne       | Cantabrie          |     |     |     |     |     |     |     |     |     |     |     |     |     |     |     | 79  |     | 7   |     |     | 17  | 103   |
| Espagne       | Castille et Leon   |     |     |     |     |     |     |     |     |     |     |     |     |     |     |     |     |     |     | 8   | 8   | 12  | 28    |
| Espagne       | Catalogne          |     |     |     |     |     |     |     |     |     |     |     |     |     | 65  | 45  | 55  |     |     |     |     |     | 165   |
| Espagne       | Euskadi            |     |     |     |     |     |     |     |     | 22  | 53  | 63  | 70  | 77  | 96  | 22  | 38  |     | 6   | 48  | 79  | 122 | 696   |
| Espagne       | Galice             | 53  | 83  | 277 | 45  | 43  | 54  | 28  | 9   | 46  | 129 | 33  | 36  | 75  | 64  | 8   | 14  | 4   | 5   | 28  | 13  | 14  | 1061  |
| Espagne       | Madrid             |     |     |     |     |     |     |     |     |     |     |     |     |     |     |     |     |     |     | 8   | 8   |     | 16    |
| Espagne       | Navarre            |     |     |     |     |     |     |     |     |     |     |     |     |     |     |     |     |     |     |     |     | 4   | 4     |
| Espagne       | Total              | 53  | 90  | 291 | 59  | 43  | 181 | 28  | 15  | 92  | 197 | 204 | 106 | 181 | 261 | 87  | 200 | 4   | 18  | 92  | 108 | 169 | 2479  |
| France        | Bretagne           | 184 | 194 | 207 | 149 | 151 | 124 | 74  | 68  | 150 | 94  | 70  | 66  | 177 | 67  | 79  | 60  | 58  | 74  | 76  | 53  | 31  | 2206  |
| France        | Hauts-de-France    |     |     |     |     |     |     |     |     |     |     |     |     |     |     |     |     |     | 1   |     |     |     | 1     |
| France        | Nouvelle-Aquitaine |     |     |     |     |     |     |     |     |     |     |     |     |     | 44  | 53  | 22  |     | 68  |     | 41  | 19  | 247   |
| France        | Normandie          |     |     |     |     |     |     |     |     |     |     |     |     |     |     |     |     | 32  | 17  | 26  |     |     | 80    |
| France        | Pays de la Loire   |     |     |     |     |     |     |     |     |     |     |     |     |     |     |     | 41  | 38  | 51  | 62  | 98  | 79  | 369   |
| France        | Total              | 184 | 194 | 207 | 149 | 151 | 124 | 74  | 68  | 150 | 94  | 70  | 66  | 182 | 111 | 132 | 123 | 128 | 211 | 164 | 192 | 129 | 2903  |
| Irlande       | Total              | 49  | 41  | 21  | 30  | 9   | 33  | 7   | 66  | 19  | 12  | 15  | 12  | 8   |     | 6   |     |     |     | 9   |     | 7   | 344   |
| Portugal      | Lisbonne           |     |     |     |     |     |     |     |     |     |     |     |     | 7   |     |     |     |     |     | 10  |     |     | 17    |
| Portugal      | Norte              |     |     | 91  | 11  | 72  |     | 82  |     | 52  | 86  | 75  |     | 14  | 47  | 61  | 31  | 12  | 26  | 126 | 49  | 49  | 884   |
| Portugal      | Total              |     |     | 91  | 11  | 72  |     | 82  |     | 52  | 86  | 75  |     | 21  | 47  | 61  | 31  | 12  | 26  | 136 | 49  | 49  | 901   |
| Royaume-Uni   | Cornouailles       | 101 | 53  | 55  | 155 | 63  | 27  |     | 25  | 45  |     | 23  | 96  | 61  |     | 10  | 10  | 42  | 3   | 2   |     |     | 771   |
| Royaume-Uni   | Devon              |     |     |     |     |     |     |     |     |     |     |     |     |     |     | 10  | 11  | 79  | 13  | 7   | 22  | 5   | 147   |
| Royaume-Uni   | Ecosse             | 29  | 21  | 29  | 49  | 168 | 4   |     |     | 22  | 20  | 11  | 23  | 9   |     |     |     |     |     |     |     |     | 385   |
| Royaume-Uni   | Ile de Man         |     |     | 5   | 17  | 18  | 12  |     | 22  | 40  | 45  |     | 13  |     |     |     |     |     |     |     |     |     | 172   |
| Royaume-Uni   | North West         |     |     |     |     |     |     |     |     |     |     |     |     |     |     |     |     | 4   |     |     |     |     | 4     |
| Royaume-Uni   | Sussex             |     |     |     |     |     |     |     |     |     |     |     |     | 4   |     |     |     |     |     |     |     |     | 4     |
| Royaume-Uni   | Pays de Galles     | 201 | 228 | 94  | 127 | 108 | 18  | 3   | 15  | 57  | 15  |     |     | 12  | 4   |     | 14  | 22  | 16  | 12  | 24  | 24  | 994   |
| Royaume-Uni   | Total              | 331 | 302 | 183 | 348 | 357 | 61  | 3   | 62  | 164 | 80  | 34  | 132 | 86  | 4   | 20  | 35  | 147 | 32  | 21  | 46  | 29  | 2477  |
| Total général | Total général      | 617 | 627 | 793 | 597 | 632 | 399 | 194 | 211 | 477 | 469 | 398 | 316 | 478 | 423 | 306 | 389 | 291 | 287 | 422 | 395 | 383 | 9104  |